# ケシャヴ・プラム駅
ケシャヴ・プラム駅（ケシャヴ・プラムえき、英語: Keshav Puram、ヒンディー語: केशव पुरम）は、インドデリーにあるデリー・メトロレッドラインの駅である。